# FC Yambol
El FC Yambol es un equipo de fútbol de Bulgaria que juega en la V AFG, tercera división de fútbol en el país.

## Historia
Fue fundado el 17 de marzo de 1915 en la ciudad de Yámbol con el nombre Partizan como el sucesor del Botev Yambol; y fue uno de los equipos fundadores de la B PFG, segunda división de Bulgaria.
En la década de los años 1970s el club llegó a jugar en la A PFG, donde terminó en el lugar 13 en la temporada 1970/71.
A partir de la década de los años 1980s el club fue volátil, pasando entre las divisiones profesionales y aficionadas hasta su desaparición en 2015.
El 2 de agosto de 2017 el club es refundado con su denominación actual luego de que el equipo Uragan Boyadzhik de la tercera categoría cambiara su nombre por el de FC Yambol y se mudara a la ciudad de Yambol.

## Palmarés
- B PFG: 1

1969/70

## Jugadores

### Jugadores destacados
| - Vasil Metodiev - Angel Chervenkov - Georgi Mechedzhiev | - Vladko Shalamanov - Stancho Gerdzhikov |